# Mary Burnett Talbert
Mary Burnett Talbert (Oberlin, 17 settembre 1866 – Buffalo, 15 ottobre 1923) è stata un'oratrice, attivista per i diritti umani, suffragetta e riformista statunitense, inserita dal 2005 nella National Women's Hall of Fame.

## Biografia

### Primi anni e formazione
Mary Morris Burnett è nata a Oberlin, Ohio, nel 1866. Come unica donna afroamericana della sua classe di laurea all'Oberlin College nel 1886 si laureò con un Bachelor of Arts. Entrò nel campo dell'istruzione, prima come insegnante nel 1886 presso la Bethel University di Little Rock, poi come assistente preside della Union High School di Little Rock nel 1887, la posizione più alta ricoperta da una donna afroamericana nello Stato. Nel 1891 sposò William H. Talbert e si trasferì a Buffalo, New York, dove si avvicinò alla storica Macedonia Baptist Church di Buffalo.
Conseguì un diploma di istruzione superiore in un'epoca in cui l'istruzione universitaria era controversa e limitata per le donne e le persone di colore. Quando le organizzazioni femminili erano segregate per razza, la Talbert era una sostenitrice delle donne di tutti i colori che lavoravano insieme per portare avanti le loro cause.

### Attivismo

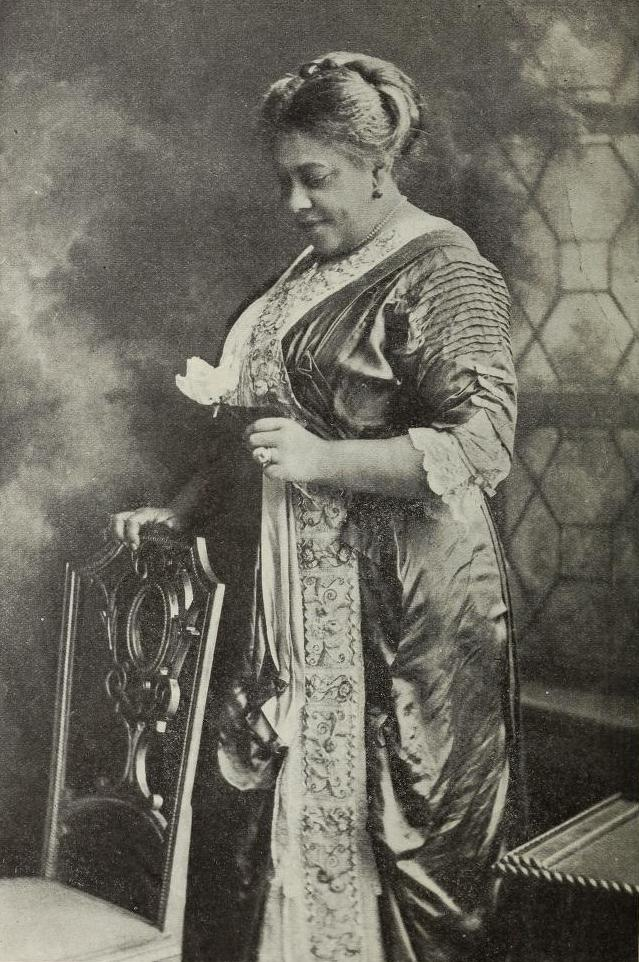
Mary Talbert, Presidente dell'Associazione Nazionale delle Donne di Colore. Per gentile concessione di The Champion Magazine, 1916

Descritta dai suoi colleghi come "la donna di colore più nota degli Stati Uniti", la Talbert usò la sua istruzione per prendere parte al movimento contro il linciaggio e contro il razzismo, oltre a sostenere il suffragio femminile. Nel 1915 parlò al "Votes for Women: A Symposium by Leading Thinkers of Colored Women” a Washington. Durante i suoi tour di conferenze itineranti a livello nazionale e internazionale, parlò al pubblico delle condizioni di oppressione nelle comunità afroamericane e della necessità di una legislazione per affrontare queste condizioni.
Come fondatrice del Niagara Movement, la Talbert ha contribuito a lanciare l'attivismo organizzato per i diritti civili in America. Il Niagara Movement fu abbastanza radicale nella sua breve vita da generare e assorbire controversie all'interno della comunità nera, preparando la strada al suo successore, la National Association for the Advancement of Colored People (NAACP). Centrale per gli sforzi di entrambe le organizzazioni, Mary Talbert contribuì a gettare le basi per le conquiste dei diritti civili degli anni Cinquanta e Sessanta. La lunga leadership della Talbert nei club femminili ha aiutato a sviluppare organizzazioni e leader femminili nere a New York e negli Stati Uniti.
Salvò la casa di Frederick Douglass ad Anacostia, dopo che altri sforzi di conservazione erano falliti. La Macedonia Baptist Church di Buffalo, risalente a 150 anni prima, a cui apparteneva la famiglia Talbert, è stata inserita nel Registro Nazionale dei Luoghi Storici degli Stati Uniti. Molti afroamericani di spicco vi hanno praticato il culto o parlato. La chiesa ha avuto anche un ruolo fondamentale nelle attività abolizioniste. Nel 1998 la Commissione del Governatore dello Stato di New York che onora le conquiste delle donne ha installato davanti alla chiesa un cartello in onore della Talbert, che fu tesoriera della chiesa.

### Morte ed eredità
Mary Talbert morì il 15 ottobre 1923 e fu sepolta nel Cimitero di Forest Lawn. Una piccola collezione di documenti della famiglia Talbert, che riguardano soprattutto questioni di proprietà e di eredità, è conservata nella Biblioteca di Ricerca del Buffalo History Museum. Nell'ottobre 2005 la Talbert è stata inserita nella National Women's Hall of Fame di Seneca Falls, New York. A lei sono intitolati diversi club ed edifici, tra i quali:
- Filiali della National Association of Colored Women (NACW) a lei intitolate a Buffalo, New York, Detroit, Michigan, Gary, Indiana e New Haven, Connecticut;
- Federazione cittadina dei Club femminili che porta il suo nome in Florida e in Texas;
- Talbert Hall presso l'Università di Buffalo;
- Talbert Mall Housing Development, in seguito ribattezzato Frederick Douglass Towers, Buffalo, New York
- Mary B. Talbert Hospital, fuso con il Booth Memorial Hospital, poi rilevato dal Cleveland Metropolitan Hospital, Cleveland, Ohio.
- Una delle tre statue che onorano le donne pioniere del Western New York, collocate presso la Old Erie County Hall, al 92 di Franklin Street, a Buffalo.[15]

## Traguardi raggiunti

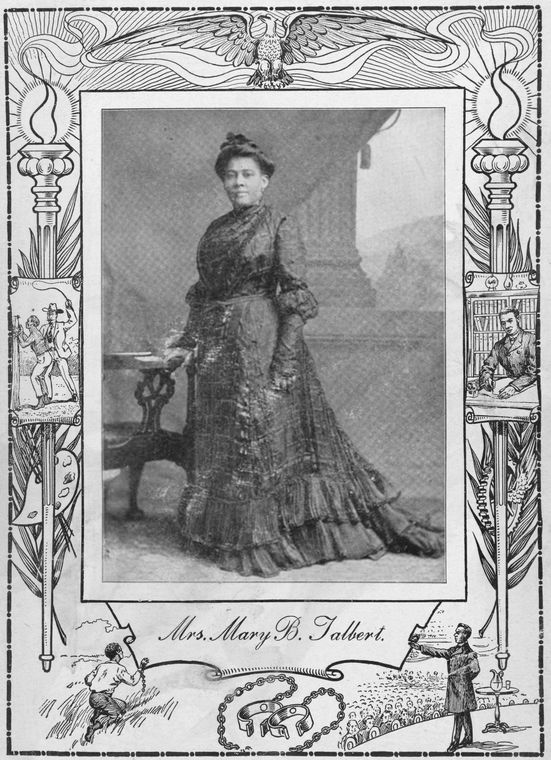
Mary B. Talbert, circa 1902

- Istituì il Congresso di Cultura Cristiana, una società letteraria e un forum nel 1901, che portò a Buffalo leader neri come W. E. B. Du Bois e Mary Church Terrell per parlare alla Michigan Avenue Baptist Church.
- Protestò contro l'esclusione dei neri dalla Commissione di pianificazione dell 'Esposizione Panamericana del 1901, che portò all'inclusione di una mostra negra sulle conquiste culturali ed economiche degli afroamericani. Nello stesso anno, Talbert tenne una conferenza alla Conferenza Biennale dell'Associazione Nazionale dei Club Femminili di Colore (NACWC) a Buffalo e fu determinante per gli accordi locali.
- Aderì al Phyllis Wheatley Club, il primo club di Buffalo ad affiliarsi al NACWC, e alla fine fu presidente del club.
- Ha coorganizzato il Niagara Movement, un precursore della National Association for the Advancement of Colored People (NAACP) e l'inizio dell'attivismo per i diritti civili del 20° secolo.
- Cofondò la prima sezione del NAACP di Buffalo nel 1910, oltre alle sezioni del NAACP in Texas e Louisiana; fu eletta membro del Consiglio di amministrazione e vicepresidente del NAACP; ricoprì il ruolo di Direttore nazionale della Campagna anti linciaggio del NAACP nel 1921; fu l'ottava destinataria e la prima donna a ricevere la più alta onorificenza del NAACP, la Medaglia Spingarn.
- Prestò servizio come segretaria della YMCA a Romagne, in Francia, durante la Prima Guerra Mondiale; organizzò corsi per i soldati afroamericani; vendette migliaia di dollari di Liberty Bonds come oratrice itinerante; fece parte del Comitato delle Donne per la Difesa Nazionale.
- Fu nominata membro del Comitato delle Donne per le Relazioni Internazionali, che era responsabile della selezione delle candidature femminili per le posizioni nella Lega delle Nazioni.
- Entrò a far parte della Empire State Federation of Colored Women come membro fondatore, ricoprendo poi il ruolo di Parlamentare e Presidente della Federazione.
- Eletta Presidente (1916-1921) del NACWC, rappresentò il NACWC come prima delegata afroamericana al Consiglio Internazionale delle Donne (ICW) in occasione del loro 5° congresso in Norvegia nel 1920.
- Ha ristrutturato la casa di Frederick Douglass ad Anacostia; fu eletta presidente a vita dell'Associazione Storica e Memoriale Frederick Douglass.
- Ha tenuto conferenze in 11 Paesi europei sulle condizioni degli afroamericani negli Stati Uniti, ottenendo un'ampia copertura da parte della stampa.
- Ha cofondato il Consiglio Internazionale delle Donne di Razza Scura a Washington, nel 1922.
- Prima Worthy Matron del Naomi Chapter N.10 Prince Hall Order Eastern Star, sezione subordinata dell'Eureka Grand Chapter Prince Hall Order Eastern Star Inc. Stato di NY.